# یورش (کوکتل)
یورش (به انگلیسی: Yorsh) یک نوشیدنی سنتی روسی است که ترکیبی از آبجو و ودکا است. این کوکتل به‌ویژه به دلیل سادگی در تهیه و همچنین تأثیر قوی آن بر شهرت زیادی در روسیه و کشورهای اطراف دست یافته است. یورش بیشتر در محافل غیررسمی و دوستانه مصرف می‌شود و اغلب به‌عنوان یک نوشیدنی برای شروع مهمانی‌ها یا دورهمی‌ها استفاده می‌شود.

## ترکیبات
- آبجو: یک لیوان (هر نوع آبجو، اما معمولاً آبجوی لایت یا لگر)
- ودکا: ۳۰ تا ۶۰ میلی‌لیتر (بسته به میزان قدرت نوشیدنی که می‌خواهید)

## طرز تهیه
- یک لیوان آبجو (ترجیحاً سرد) بریزید.
- ودکای سرد را به‌آرامی به لیوان آبجو اضافه کنید.
- می‌توانید نوشیدنی را کمی هم بزنید، اما بیشتر افراد آن را بدون هم‌زدن می‌نوشند.
- نوشیدنی آماده است و به‌صورت فوری سرو می‌شود.

## ویژگی‌های طعمی
- طعم یورش نسبت به آبجوی ساده کمی قوی‌تر و پرانرژی‌تر است و ودکا باعث افزایش قدرت الکلی آن می‌شود، اما هنوز طعم آبجو در آن غالب است.
- تأثیر نوشیدنی به دلیل وجود ودکا بسیار سریع‌تر از آبجوهای معمولی احساس می‌شود.

## نکات
- نسبت‌ها: نسبت ودکا و آبجو به سلیقه فرد بستگی دارد؛ برخی ممکن است ودکای کمتری اضافه کنند تا طعم آبجو همچنان غالب باشد، در حالی که دیگران ممکن است مقدار بیشتری ودکا اضافه کنند
- یورش به دلیل سادگی در تهیه و قدرت آن معمولاً در جمع‌های دوستانه و شاد نوشیده می‌شود، اما به‌دلیل ترکیب الکل بالا باید با احتیاط مصرف شود.

## جمع‌بندی
یورش یک نوشیدنی کلاسیک روسی است که ترکیبی ساده از آبجو و ودکا است. این کوکتل قدرتمند و ساده به‌ویژه در جشن‌ها و محافل غیررسمی محبوب است و به‌سرعت تأثیر خود را نشان می‌دهد. مصرف آن نیاز به احتیاط دارد، زیرا قدرت الکلی آن می‌تواند به‌سرعت بالاتر رود.